# Ранчо ла Флор дел Рио, Ла де Трес Риос (Кулијакан)
Ранчо ла Флор дел Рио, Ла де Трес Риос (шп. Rancho la Flor del Río, La de Tres Ríos) насеље је у Мексику у савезној држави Синалоа у општини Кулијакан. Насеље се налази на надморској висини од 40 м.

## Становништво
Према подацима из 2005. године у насељу је живело 6 становника.

### Хронологија
| Година       | 2000 | 2005 |
| ------------ | ---- | ---- |
| Становништво | 6    | 6    |

### Попис
| # | Индикатор                        | Вредност |
| - | -------------------------------- | -------- |
| 1 | Укупно појединачних домаћинстава | 1        |